# Игнатов, Михаил Александрович
Михаи́л Алекса́ндрович Игна́тов (род. 4 мая 2000, Москва) — российский футболист, полузащитник клуба «Сочи».

## Клубная карьера

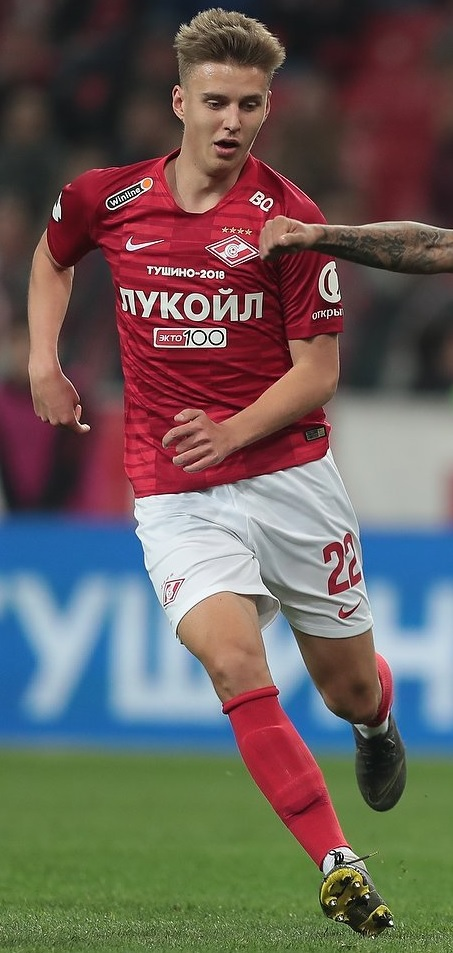
Игнатов в составе «Спартака» в 2019 году

Начал заниматься футболом в семь лет в школе московского ЦСКА. Первый тренер — Роман Михайлович Христич. В 2015 году, после ухода Христича из ЦСКА, Игнатов не нашёл общего языка с новыми тренерами и принял предложение перейти в академию московского «Спартака».
С 2016 года начал выступать за молодёжный состав «Спартака», за который дебютировал 30 июля в матче против тульского «Арсенала» (2:0). В 2016—2019 годах сыграл за «молодёжку» 22 игры и забил один мяч, став в сезоне 2016/17 победителем молодёжного первенства. Также, в сезоне 2017/18 провёл шесть матчей и забил один мяч за «Спартак» U-19 в Юношеской лиге УЕФА.
В январе 2018 года отправился на зимние сборы в составе фарм-клуба «Спартака-2», однако вскоре был приглашён в первую команду «Спартака». 3 февраля принял участие в товарищеской игре против «Хэбэй Чайна Форчун» (1:2). После окончания сборов вернулся в «Спартак-2» для участия в первенстве ФНЛ. 5 марта 2018 года дебютировал за «Спартак-2» в домашнем матче против «Факела» (0:0). Первый мяч за «Спартак-2» забил 29 июля 2019 года в гостевом матче 5-го тура первенства ФНЛ против «Армавира» (1:1).
Летние сборы 2018 года он вновь проходил с первой командой «Спартака» и принимал участие в товарищеских играх. В сентябре 2018 года Игнатов попал в заявку «красно-белых» на матчи Лиги Европы 2018/19. 20 сентября 2018 года дебютировал за основной состав «Спартака» в матче 1-го тура Лиги Европы против венского «Рапида» (0:2). 23 сентября 2018 года в гостевом матче 8-го тура против ЦСКА (1:1) дебютировал за клуб в чемпионате России, заменив на 88-й минуте матча Ивелина Попова. 7 октября 2018 года в гостевом матче 10-го тура чемпионата России против «Енисея» (2:3) вышел в стартовом составе и на 47-й минуте матча с передачи Фернандо забил свой первый мяч за «Спартак».
20 августа 2020 года «Спартак» продлил контракт с Игнатовым, новое соглашение с полузащитником подписано на три года. Сезоны 2019/20 и 2020/21 провёл в составе «Спартака-2» в ФНЛ, сыграв 46 матчей и забив 12 мячей. В сезоне 2020/21 был капитаном второй команды, а также стал её лучшим бомбардиром в сезоне. Всего в 2018—2022 годах провёл за «Спартак-2» 55 матчей и забил 12 мячей. 21 января 2022 года продлил контракт со «Спартаком» до мая 2025 года.
Летом 2021 года был переведён Руем Виторией в основной состав, где начал регулярно играть. 30 сентября 2021 года в матче Лиги Европы против «Наполи» (3:2) забил мяч и помог своей команде одержать победу. Всего в сезоне 2021/22 во всех турнирах за «Спартак» провёл 35 матчей и забил один мяч, также вместе с командой стал обладателем Кубка России. По итогам сезона был признан болельщиками лучшим молодым игроком. В сезоне 2022/23 провёл за «Спартак» 31 матч во всех турнирах, забил три мяча и стал бронзовым призёром чемпионата России.
5 ноября 2023 года в матче против московского «Локомотива» (1:1) Игнатов провёл свой 100-й матч за «Спартак». В сезоне 2023/24 провёл за клуб во всех турнирах 35 матчей, в которых забил четыре мяча и отдал семь голевых передач. 1 июня 2025 года покинул «Спартак» в связи с истечением срока контракта. Игнатов выступал за клуб с 2018 по 2025 год и провёл с тех пор 132 матча, в которых забил девять мячей и сделал 16 голевых передач.
9 июля 2025 года на правах свободного агента стал игроком клуба «Сочи», подписав контракт на три года.

## Карьера в сборной
С 2016 года Игнатов вызывался в юношеские сборные России: до 17, до 18 и до 19 лет. В сентябре 2018 года в составе сборной России 2000 г. р. стал бронзовым призёром Мемориала Гранаткина.
9 ноября 2020 года был впервые вызван в молодёжную сборную России под руководством Михаила Галактионова. Дебютировал за молодёжную сборную 13 ноября 2020 года в товарищеском матче против молодёжной сборной Венгрии (0:2), в этом матче вышел на замену на 63-й минуте вместо Александра Ломовицкого. Свой первый мяч забил 3 июня 2021 года в товарищеском матче против молодёжной сборной Болгарии (1:0) на 13-й минуте матча с передачи Константина Тюкавина.
6 марта 2023 года впервые был включён Валерием Карпиным в расширенный состав сборной России на мартовский учебно-тренировочный сбор. Но в итоговый список, опубликованный 17 марта 2023 года, не попал.

## Достижения
«Спартак» (Москва)
- Серебряный призёр чемпионата России: 2020/21
- Бронзовый призёр чемпионата России: 2022/23
- Обладатель Кубка России: 2021/22
- Победитель молодёжного первенства России: 2016/17
- Финалист Суперкубка России: 2022

## Статистика
| Выступление      | Выступление      | Выступление      | Лига | Лига | Кубки | Кубки | Еврокубки | Еврокубки | Итого | Итого |
| Клуб             | Лига             | Сезон            | Игры | Голы | Игры  | Голы  | Игры      | Голы      | Игры  | Голы  |
| ---------------- | ---------------- | ---------------- | ---- | ---- | ----- | ----- | --------- | --------- | ----- | ----- |
| Спартак (Москва) | Премьер-лига     | 2018/19          | 8    | 1    | 1     | 0     | 3         | 0         | 12    | 1     |
| Спартак (Москва) | Премьер-лига     | 2019/20          | 1    | 0    | 0     | 0     | 0         | 0         | 1     | 0     |
| Спартак (Москва) | Премьер-лига     | 2020/21          | 2    | 0    | 1     | 0     | —         | —         | 3     | 0     |
| Спартак (Москва) | Премьер-лига     | 2021/22          | 24   | 0    | 4     | 0     | 7         | 1         | 35    | 1     |
| Спартак (Москва) | Премьер-лига     | 2022/23          | 21   | 2    | 10    | 1     | —         | —         | 31    | 3     |
| Спартак (Москва) | Премьер-лига     | 2023/24          | 24   | 2    | 11    | 2     | —         | —         | 35    | 4     |
| Спартак (Москва) | Премьер-лига     | 2024/25          | 9    | 0    | 6     | 0     | —         | —         | 15    | 0     |
| Спартак (Москва) | Итого            | Итого            | 89   | 5    | 33    | 3     | 10        | 1         | 132   | 9     |
| → Спартак-2      | ФНЛ              | 2017/18          | 1    | 0    | —     | —     | —         | —         | 1     | 0     |
| → Спартак-2      | ФНЛ              | 2018/19          | 7    | 0    | —     | —     | —         | —         | 7     | 0     |
| → Спартак-2      | ФНЛ              | 2019/20          | 16   | 1    | —     | —     | —         | —         | 16    | 1     |
| → Спартак-2      | ФНЛ              | 2020/21          | 30   | 11   | —     | —     | —         | —         | 30    | 11    |
| → Спартак-2      | ФНЛ              | 2021/22          | 1    | 0    | —     | —     | —         | —         | 1     | 0     |
| → Спартак-2      | Итого            | Итого            | 55   | 12   | —     | —     | —         | —         | 55    | 12    |
| Сочи             | Премьер-лига     | 2025/26          | 0    | 0    | 0     | 0     | —         | —         | 0     | 0     |
| Сочи             | Итого            | Итого            | 0    | 0    | 0     | 0     | —         | —         | 0     | 0     |
| Всего за карьеру | Всего за карьеру | Всего за карьеру | 144  | 17   | 33    | 3     | 10        | 1         | 187   | 21    |